# Papirologia
Papirologia (łac. papyrus „papirus”, gr. pápyros) – nauka zajmująca się badaniem i odczytywaniem rękopisów (zwłaszcza greckich, rzadziej łacińskich, zwykle sporządzonych na papirusie).

## Materiał piśmienniczy

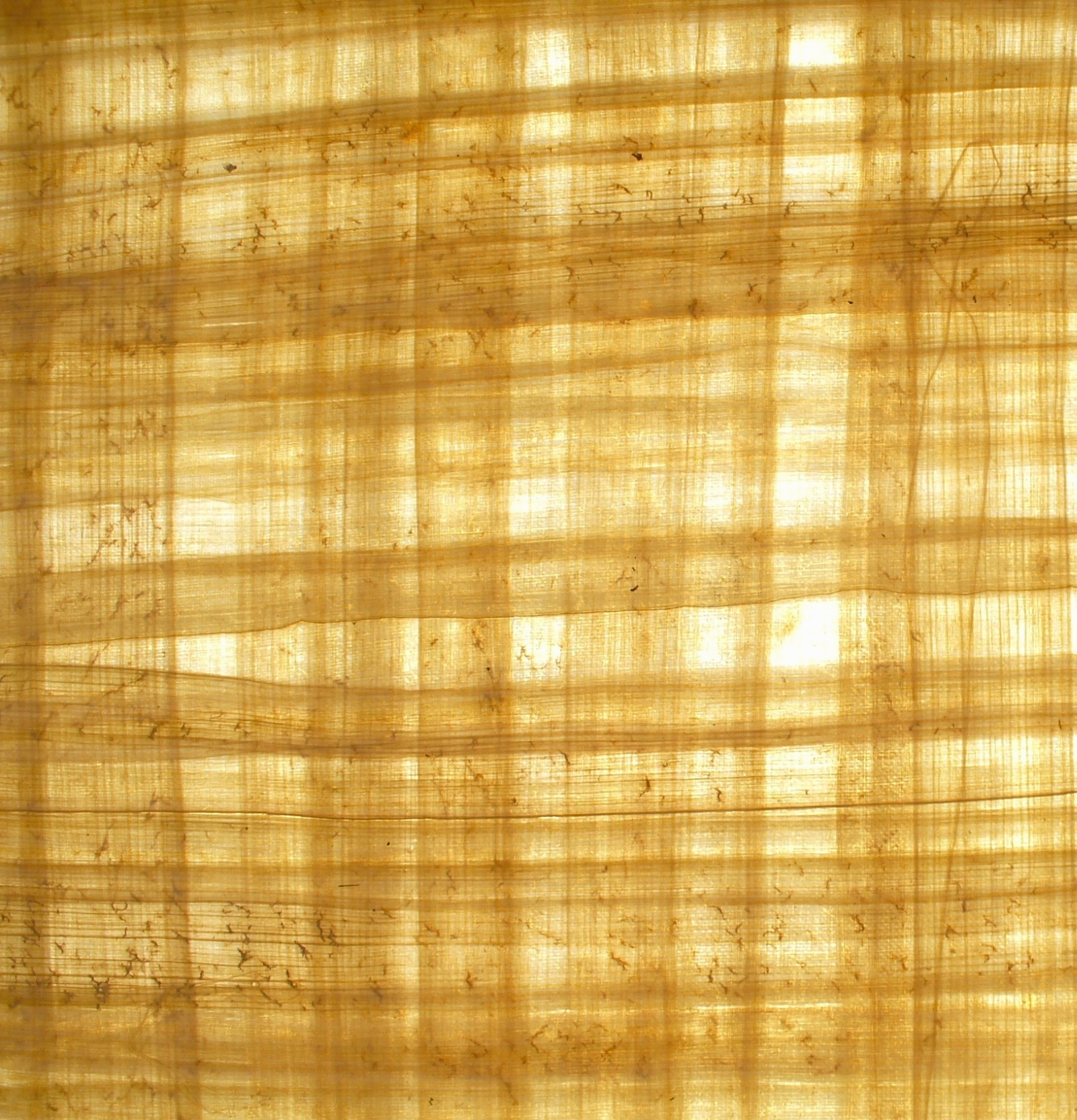
Spreparowany do użycia arkusz papirusu

Papirus (Cyperus papyrus) jest rośliną wodną z rodziny turzycowatych, rosnącą w miejscowościach błotnistych Egiptu, Etiopii i Palestyny, zaaklimatyzowaną też na Sycylii. Z drewna papirusu Egipcjanie wyrabiali łodzie, z kory zaś obuwie, sznury, odzież i inne przedmioty codziennego użytku. Natomiast z włóknistego rdzenia rośliny wytwarzano materiał piśmienny dla całego regionu śródziemnomorskiego. Rdzeń ten krajano na wąskie pasma, które łamano obok siebie, po czym poprzecznie przykrywano drugą warstwą. Obie warstwy, zalawszy wodą z Nilu, stłaczano pod prasą. Na jednej stronie karty włókna papirusu biegły pionowo, a poziomo na drugiej, którą po wygładzeniu muszlą używano do pisania (niekiedy jednak dla oszczędności pisano również na odwrocie). Szereg kart sklejano w długi zwój i odcinano niego dowolnej długości kawałki. 
Na papirusie pisano tuszem, sporządzanym z delikatnej sadzy zmieszanej z tartą gumą. Narzędziem pisarskim był kawałek trzciny, zwany po grecku kalamos. Listy i dokumenty pisano na oddzielnych kartkach papirusowych, zwijanych następnie w rulon i zabezpieczanych pieczęciami. Książka papirusowa miała postać zwoju, w którym tekst był ułożony w kolumnach prostopadłych do jego długości. Czytelnik rozwijał trzymany w prawej ręce zwój, lewą ręką zwijał z powrotem już przeczytaną stronę. Dla ponownego przeczytania książki należało cały zwój przewinąć z lewej strony na prawą.

## Zakres papirologii
Papirologia (gr. papyros – papirus + logos – słowo, nauka) jako nauka pomocnicza historii zajmuje się odczytywaniem, wydawaniem i interpretacją starożytnych tekstów greckich (także łacińskich i koptyjskich), pisanych przede wszystkim na papirusie oraz na pergaminie, tabliczkach glinianych i ostrakach (skorupkach glinianych). W uściślonym znaczeniu pojęcie to odnosi się do badań i publikowania tekstów pochodzących z grecko-rzymskiego Egiptu (332 p.n.e. – 641 n.e.), napisanych zazwyczaj na papirusach w języku greckim. Papirologia uwzględnia jednak w swych badaniach także teksty napisane w innych językach (egipskim, koptyjskim, łacińskim) i na innych materiałach (gliniane skorupy, kamień, tabliczki woskowane), jeżeli treść tych tekstów jest pokrewna treści greckich tekstów papirusowych z grecko-rzymskiego Egiptu.
Papirologiem jest wydawca odczytanych papirusów, w którego zakresie zainteresowań znajdują się także teksty napisane na innych materiałach piśmienniczych używanych w starożytnym Egipcie (np. ostrakach).

## Przedmiot badań

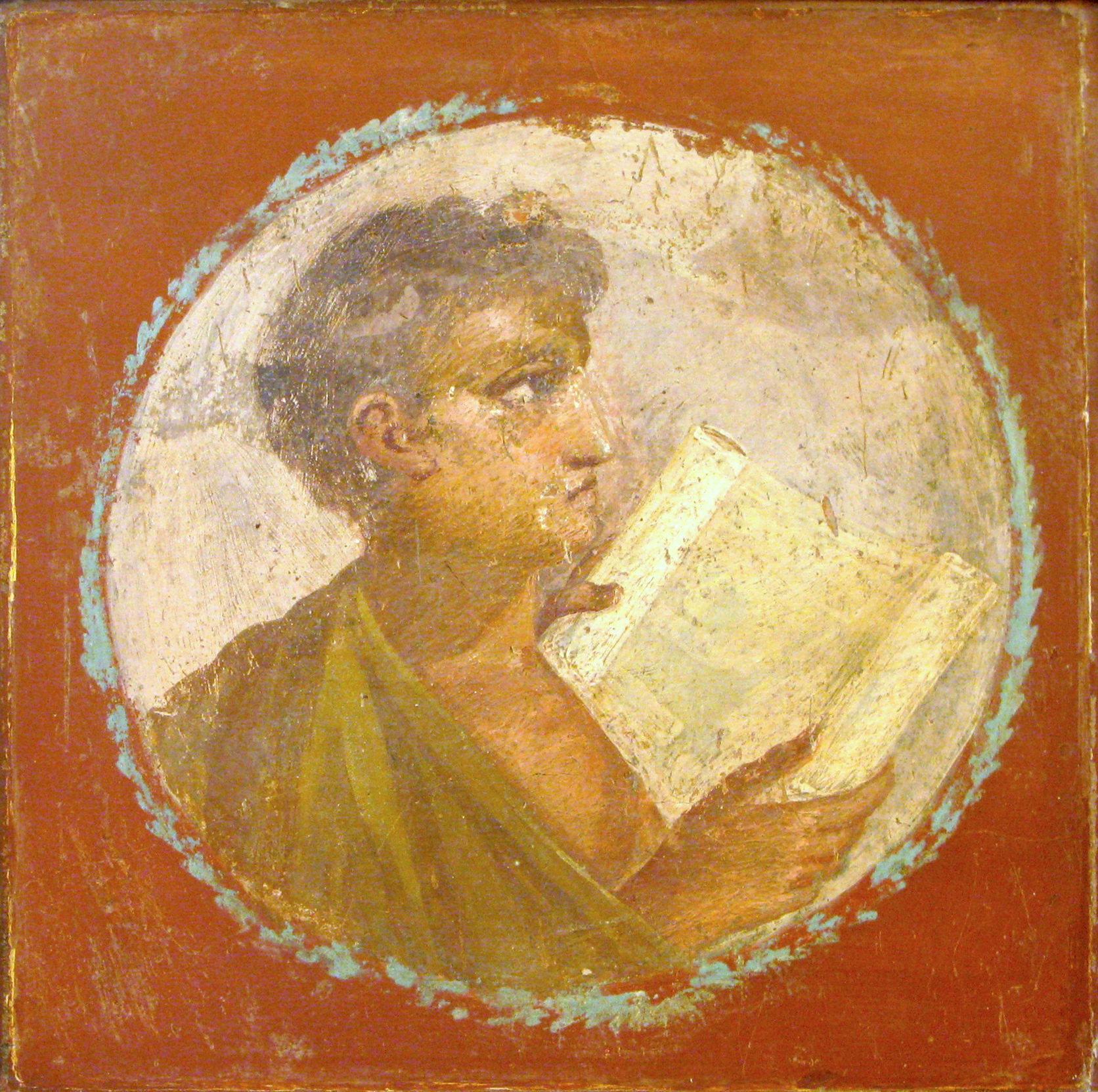
Czytający zwój papirusowy (fresk z Herkulanum, I wiek n.e.)

Papirologia pełni rolę nauki pomocniczej w stosunku do szeregu starszych od niej nauk, takich jak: filologia klasyczna, historia starożytna, historia państwa i prawa, historia kultury, historia religii, historia medycyny, geografia historyczna, egiptologia, antropologia i etnografia. Dostarcza im ona materiały i wyniki prac jako elementy do opracowania syntez. Ponieważ bardzo znacząca ilość tekstów papirusowych dotyczy praw i zwyczajów stosowanych w grecko-rzymskim Egipcie, szczególne znaczenie ma papirologia prawnicza.
Papirologia obejmuje teksty z całej wschodniej części basenu Morza Śródziemnego napisane w językach greckim, koptyjskim i łacińskim.
Największa ilość znalezisk papirusowych pochodzi z Egiptu. Zawdzięczamy im znajomość uważanych dotąd za zaginione tekstów dzieł antycznych pisarzy greckich. Wśród papirusów ponadto znajdują się dokumenty historyczne, prawne, świadectwa o życiu społecznym i rodzinnym Greków egipskich z okresu hellenistycznego i późniejszego. Najbogatszym źródłem papirusów są śmietniska w okolicy dawnych osiedli. Sporo znajdowano ich również w ruinach starożytnych domów, zwłaszcza tam, gdzie cała wieś lub miasteczko zostało opuszczone przez ludność. Niekiedy wkładano do trumny zmarłemu zwój papirusowy o treści literackiej, częściej magicznej.

## Miejsca i okresy reprezentowane w materiale papirologicznym
Okres, jaki obejmują zachowane teksty, sięga od XVIII w. p.n.e. do VIII w. n.e. Najwięcej tekstów pochodzi z I i II w. n.e. Najczęściej papirusy znajdowane są w miejscu powstania. Wyjątek stanowią: listy prywatne i urzędowe papiery urzędowe, dokumenty prywatne oraz zwoje.
Papirusy, które dotrwały do naszych czasów, można podzielić na cztery grupy:
- pozostawione na wysypiskach śmieci;
- porzucone w domach i budynkach publicznych, świątyniach itp;
- znajdujące się na terenie cmentarzysk;
- ukryte w skrytkach, w jaskiniach bądź grobowcach.

## Papirusy literackie i nieliterackie
Ważną kategorię stanowią papirusy literackie. Oprócz literatury zalicza się do nich: komentarze, streszczenia utworów, słowniki, prace naukowe (z większości dziedzin), prawnicze, teksty astrologiczne, horoskopy, teksty magiczne, modlitwy. Zawierają piśmiennictwo pisarzy pogańskich i chrześcijańskich (np. apokryfy). Dotychczas odkryto ponad 3 tys. fragmentów takich zwojów. Zapoznają one z dziełami, które nie przetrwały do naszych czasów.
Papirusy nieliterackie to dokumenty (listy prywatne, akty małżeństwa, rachunki, dokumenty podatkowe, urzędowe skargi, petycje itp.), które można podzielić na prywatne i publiczne. Do tej pory opublikowano ponad 20 tysięcy takich tekstów.

## Metody badawcze i edytorstwo

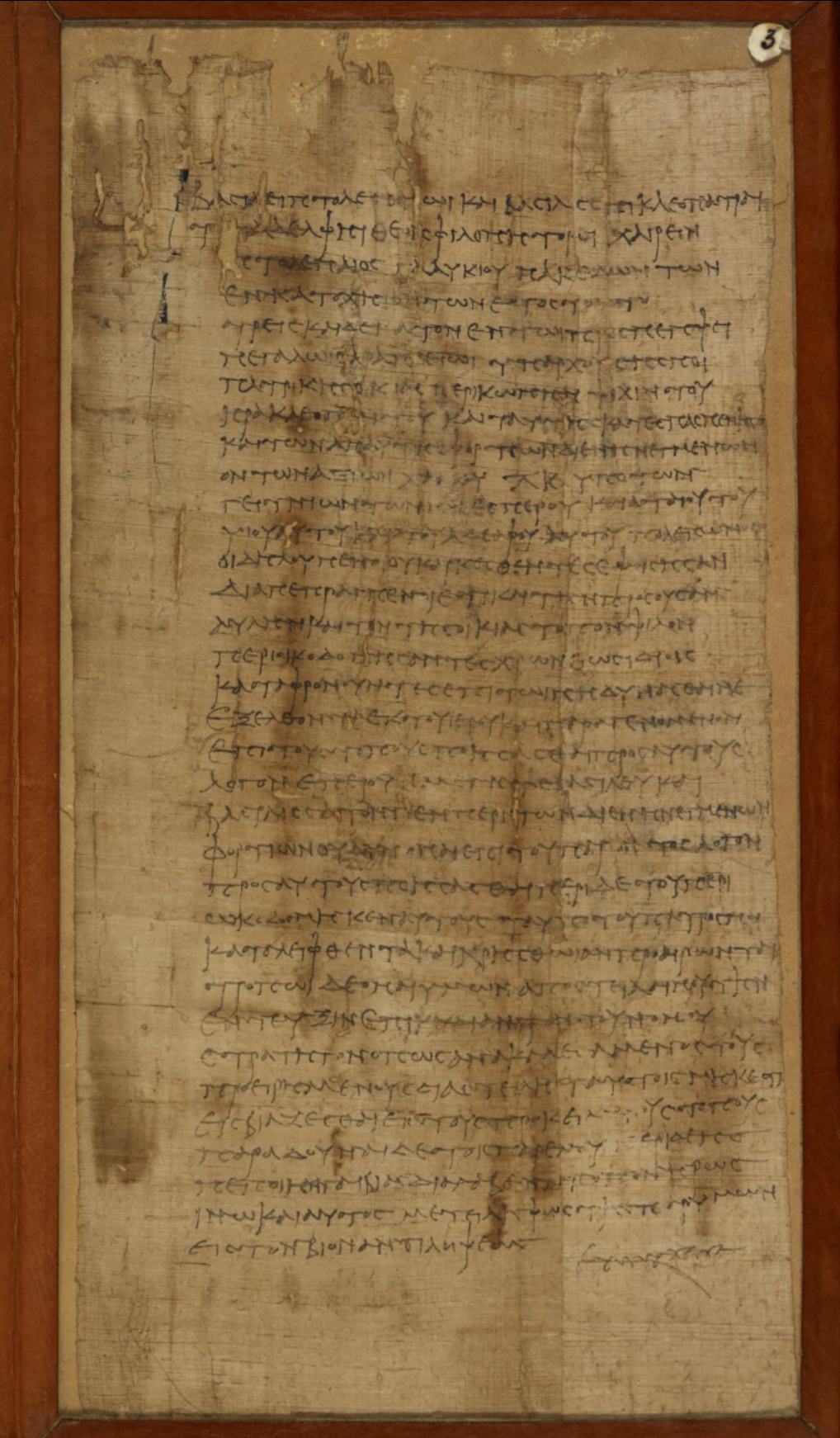
Urzędowa petycja do króla (enteuxis) z Egiptu ptolemejskiego

Właściwą pracę edytorską poprzedzają zabiegi konserwatorskie polegające na oczyszczeniu papirusu. Dokonują tego specjaliści, aby uchronić zabytek przed zniszczeniem.
Jeśli chodzi o papirusy literackie, to odczytanie tekstu nie sprawia problemu ze względu na regularność pisma i czytelność. Większość z nich jest napisana odrębnym pismem tzw. książkowym. Część jednak wymaga znajomości paleografii.
Papirusy nieliterackie są trudniejsze do odczytania. Z reguły pisane są kursywą, brak w nich regularności i dbałości. Utrudnieniem są też zatarcia liter, dziury, ubytki. Zadaniem wydawcy jest określenie rozmiarów strat i zaproponowanie uzupełnień (jeśli to możliwe). Następnie ustała się proweniencje i datowanie. To ostatnie jest dość łatwe, gdy chodzi o daty roczne (kalendarz ptolemejski, macedoński, rzymski). Daty miesięczne i dzienne są natomiast trudne do ustalenia, gdyż kalendarz egipski i macedoński miał ruchomy początek roku. Do kolejnych zadań należy wszechstronne objaśnienie tekstu. Ważna jest też identyfikacja postaci (czy występują w innych źródłach), określenie rodzaju dokumentu, wyjaśnienie terminów odnoszących się do życia publicznego. Ostatnim elementem edycji może być przetłumaczenie tekstu. Przekład traktowany jest jako integralna część interpretacji. Pomocą w tych czynnościach są słowniki specjalistyczne. Badania kolejnych osób wprowadzają poprawki do tekstu ustalonego przez wydawcę. Proponują inne uzupełnienia luk oraz zmieniają datowanie i ustalają inną możliwą proweniencję.
Duże znaczenie mają dla papirologów zespoły papirusów powiązanych ze sobą i znalezione w jednym miejscu (archiwa). Większość powstała w języku greckim, choć zdarzają się koptyjskie i łacińskie.

## Rozwój badań papirologicznych

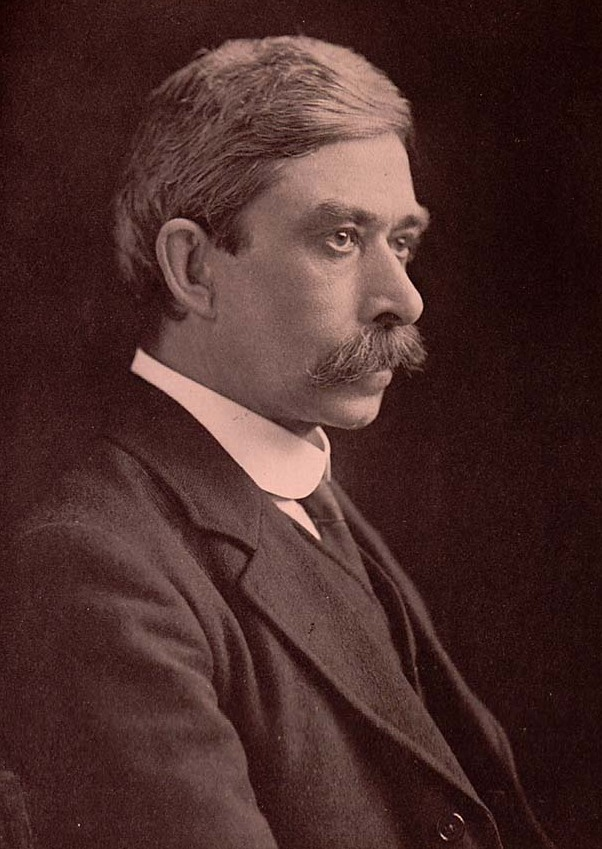
Bernard Pyne Grenfell (fot. 1920 r.)

Pierwsze papirusy odkryto w 1752 r. w Herkulanum, willi Kalpurniusza Pizona. Za początkową datę w historii papirologii należy uznać rok 1788, kiedy profesor uniwersytetu w Kopenhadze N. Schow opublikował pierwszy grecki dokument papirusowy Egiptu (tzw. Charta Borgiana). Około 1820 r. znaleziono szereg dokumentów papirusowych w Memfis i Tebach. Pierwszy literacki papirus, zawierający XXIV pieśń Iliady, znaleziono w 1821. Największą ilość tekstów greckich znaleźli: w latach 1884–1890 egiptolog angielski W.M. Flinders Petrie, po nim Frederic George Kenyon, wreszcie dwaj uczeni angielscy B.P. Grenfell i A.S. Hunt. Papirologia jako odrębna nauka pomocnicza występuje od końca XIX wieku, kiedy rozpoczęto planowe poszukiwanie papirusów w Oksyrynchos, Elefantynie, Aphrodito, Fajum i w wielu innych miejscowościach. Bardzo duża ilość tekstów opublikowanych przez uczonych tej miary, co C. Wessey, U. Wilcken, B.P. Grenfell, A.S. Hunt, W. Schubert i L. Mittels, zwróciła na tę dyscyplinę baczniejszą uwagę historyków i pozwoliła określić jej istotne zadania.
Pewną rolę w tej dziedzinie odgrywa nauka polska. Do pionierów polskiej papirologii należał profesor UW Jerzy Manteuffel (1900–1954), w latach 30. organizator Zakładu Papirologii na Uniwersytecie Warszawskim. Był on twórcą pierwszej w Polsce kolekcji papirusów oraz współautorem (wraz z Franciszkiem Ksawerym Smolką 1882–1942) pierwszego polskiego zarysu papirologii wydanego we Lwowie w 1933 r. Rafał Taubenschlag (1881–1958) był założycielem i dyrektorem Katedry Papirologii UW, będącej światowym ośrodkiem badań nad prawem grecko-rzymskiego Egiptu. Rezultaty jego badań zostały uznane przez świat za niezwykle cenne i doniosłe.  Założył też pismo "The Journal of Juristic Papyrology". Ich uczniami byli Henryk Kupiszewski (1927–1994), Cezary Kunderewicz (1912–2000) i Józef Mélèze-Modrzejewski. Z młodszych należy wymienić Annę Świderkównę (1925–2008) i jej ucznia Zbigniewa Borkowskiego (1936–1991). Obecnie papirologią zajmuje się Ewa Wipszycka i jej uczniowie: Tomasz Derda, Adam Łukaszewicz, Adam Łajtar. Prowadzą oni badania w Zakładzie Papirologii Instytutu Archeologii UW. 

## Literatura przedmiotu
- Waldemar Ceran, Historia i bibliografia rozumowana bizantynologii polskiej (1800-1998), t. 2, Łódź 2000, s. 427-433 [bibliografia polskiej papirologii okresu bizantyńskiego poz. 2597-2637 wraz z krótkim omówieniem].
- Tomasz Derda, Deir el-Naqlun. The Greek Papyri (P. Naqlun I), Warszawa 1995.
- Jerzy Manteuffel, Ze świata papirusów, Wrocław – Warszawa 1950.
- Józef Mélèze-Modrzejewski, Papirologia i nauki antyczne w Polsce – prace i perspektywy, „Nauka Polska” (1957), z. 3, s. 150-161.
- Józef Mélèze-Modrzejewski, Polish papyrology in the year 1945-1955, Warszawa 1955.
- Józef Mélèze-Modrzejewski, Polska papirologia prawnicza w okresie dziesięciolecia (1945-1955), „Eos” 47 (1954-1955), z. 2, s. 285-291.
- Józef Mélèze-Modrzejewski, Roboty pol’skich ucenych v oblasti  vizantijskoj papirologii 1945-1955, „Vizantijskij Vremennik” 12 (1957), s. 304-311.
- Maria Nowicka, Antyczna książka ilustrowana, Wrocław 1979.
- Franciszek Smolka, Jerzy Manteuffel, Papyrologia, Lwów 1933.
- Anna Świderkówna, Katedra Papirologii Uniwersytetu Warszawskiego 1946-1973. Materiały sprawozdawcze Uniwersytetu Warszawskiego, Warszawa 1973.
- Anna Świderkówna, Kiedy piaski egipskie przemówiły po grecku, Warszawa 1959 (wiele wydań).
- Anna Świderkówna, Papirologia i papirusy. Pięć odczytów, Wrocław 1975.
- Rafał Taubenschlag, Papirologia polska i jej znaczenie w światowej nauce, „Problemy” (1957), z. 5, s. 316-319.
- Rafał Taubenschlag, Papirusy i pergaminy ze wschodnich prowincji państwa rzymskiego poza Egiptem, „Czasopismo Prawno–Historyczne” 2 (1949), s. 419-426.
- Rafał Taubenschlag, The law of Greco-Roman Egypt in the light of the papyri, 322 BC-640 AD, Warszawa 1948.
- Ewa Wipszycka, Papirologia [w:] Vademecum historyka starożytnej Grecji i Rzymu, t. 1, pod red. E. Wipszyckiej, (wyd. 2), Warszawa 1982, s. 215-232.
- czasopismo: „The Journal of Juristic Papyrology” Warszawa 1946- . [vol. 25 zawiera spis treści roczników: 1-25].
- A. Bataille, Les Papyrus. Traite d’Etudes Byzantines, Paris 1955 [papirologia bizantyńska]
- O. Montevecchi, La papirologia, b.m.w. 1973 [wykaz tekstów opublikowanych do 1973].
- J.F. Oates, Checklist of Edition of Greek Papyri and Ostraka, „The Bulletin of the American Society of Papyrologists” 11(1974), s. 1-35 [przewodnik bibliograficzny]
- R.A. Pack, The Greek and Latin Literary Texts from Graeco-Roman Egypt, (wyd. 2) Ann Arbor 1965 [wykaz tekstów literackich]
- E.G. Turner, The Greek Papyri. An introduction, Oxford 1968 [podstawowy podręcznik]